# 傷つく世代
「傷つく世代」（きずつくせだい）は、南沙織通算7枚目のシングル。1973年5月1日発売。発売元はCBS・ソニー。

## 解説
世代感を真正面から打ち出した楽曲。「哀愁のページ」「早春の港」とミディアム調なシングルが続いていたが、本楽曲は一転して激しいロック調である。アルバム『傷つく世代』（1973.5.21）からの先行シングル。歌いだし冒頭部分が、「あ」から始まる頭韻を踏んだ歌詞になっている点が特徴。
作家・大岡昇平は、雑誌におけるシンシアとの対談の中で、「この曲の『ダメね』の箇所の歌い方が好き」と話した。大岡曰く、南のベタっとしていないヴォーカルが好きだとのこと。 
アイドル・グループのキャンディーズが、1973年12月5日に発売したデビュー・アルバム『あなたに夢中〜内気なキャンディーズ〜』（1973.12.5）で「傷つく世代」をカヴァーをしている。尚キャンディーズは歌手デビュー前、1972年大晦日の『第23回NHK紅白歌合戦』で南沙織のバック・ダンサーを務めたことがある。
PV集『Hello!Cynthia』（1984.11.21）にはプロモーション・フィルムが収録されており、1973年当時の貴重な映像を見ることができる。この曲をバックに、アルバム『傷つく世代』のレコード・ジャケットと同様の衣装を着た南が自転車に乗ったり海岸を走ったりしている。なお、衣装は自前のものである。 
B面曲の「昨日の街から」は、歌詞にデビュー曲「17才」を彷彿とさせる部分が登場する（海辺を走ってカモメになる、というくだり）。

## 収録曲
両楽曲とも、作詞: 有馬三恵子、作曲・編曲: 筒美京平
1. 傷つく世代（2:39）
2. 昨日の街から（2:45）

## 収録作品（LP・CD）
- 傷つく世代

ギフトパック 南沙織 -1973年版-
南沙織デラックス
南沙織ヒット全曲集 -1975年版-
Best of Best 南沙織のすべて
シンシアのハーモニー
シンシア・ラブ
シンシア・メモリー
THE BEST / 南沙織 -1978年6月版-
THE BEST / 南沙織 -1978年11月版-
THE BEST / 南沙織 -1979年11月版-
THE BEST / 南沙織 -1980年版-
THE BEST / 南沙織 -1982年版-
南沙織のすべて
南沙織ベスト・コレクション
南沙織ベスト Recall 〜28 SINGLES SAORI + 1〜
Cynthia Memories
GOLDEN J-POP/THE BEST 南沙織
CYNTHIA ANTHOLOGY
DREAM PRICE 1000 南沙織 色づく街
GOLDEN☆BEST 南沙織 筒美京平を歌う
南沙織 THE BEST 〜 Cynthia-ly
ドーナツ盤型12cmCDコレクション
Cynthia Premium
南沙織 スーパー・ベスト
南沙織 BEST OF BEST
GOLDEN☆BEST 南沙織 コンプリート・シングルコレクション
南沙織 スーパー・ヒット
南沙織 ベスト・ヒット
ゴールデン☆アイドル 南沙織
CYNTHIA ALIVE
- 傷つく世代 -Album Version-

傷つく世代
Cynthia Premium
- 傷つく世代 -New Vocal-

20才まえ
Cynthia Premium
- 傷つく世代 -SQ 4ch Ver.-

南沙織ヒット全曲集 -1974年版-
- 傷つく世代 (ノンストップmix Ver.)

TSU-TSU MIX 南沙織
- 傷つく世代 -Live-

Good-bye Cynthia
Cynthia Memories
- 昨日の街から

ギフトパック 南沙織 -1973年版-
Cynthia Memories
CYNTHIA ANTHOLOGY
GOLDEN☆BEST 南沙織 筒美京平を歌う
ドーナツ盤型12cmCDコレクション
Cynthia Premium
ゴールデン☆アイドル 南沙織
CYNTHIA ALIVE
- 昨日の街から -Album Version-

傷つく世代
Cynthia Premium